# Koleraepidemin i Göteborg 1866

Möllerska plantaget i Masthugget var kolerasjukhus under koleraepidemierna i Göteborg.

Koleraepidemin i Göteborg 1866 var en epidemi som pågick i Göteborg under perioden 26 juni – 14 november 1866. Totalt insjuknade 1 273 personer i staden, varav 435 dog, samt 283 dödsfall i Majorna, som då ännu inte införlivats med Göteborg.

## Bakgrund
Kolera var en återkommande farsot i Göteborg under 1800-talet. Under perioden 1834 till 1857 drabbades staden av sju epidemier, varav den värsta var den år 1834. Totalt dog då 1 870 personer (av en total folkmängd år 1830 på 20 557) i staden och 592 (av en befolkning på 5 598) i Karl Johans församling. Kolera orsakas av flera olika typer av bakterien Vibrio cholerae. Sjukdomen sprider sig främst genom vatten eller mat som kontaminerats med mänsklig avföring som innehåller bakterien och bakterien kan överleva länge i kallt vatten. Under 1850-talet hade sjukdomen epidemisk spridning under sex olika år, den svåraste åren 1850 och 1853, då 1 316 respektive 1 022 personer insjuknade, av vilka 580 och 626 avled.

## Förebyggande åtgärder
Den 3 maj 1866 väckte doktor Dickson förslag om åtgärder för att förekomma kolerafarsotens införande i staden, då den börjat visa sig i Europa. Oro fanns då det utbrutit kolera i Rotterdam, som stod i förbindelse med Göteborg genom reguljär fartygstrafik varje vecka. Dickson ansåg att det genomförts många bra sanitetsförbättrande åtgärder i staden, men att det behövde införas åtgärder för att förebygga att sjukdomen uppträdde i staden. Bland annat skulle ankommande fartyg från kolerasmittad hamn undersökas om det under resan haft personer, som varit sjuka i kolera, samt att det skulle inrättas ett avsides beläget sjukhus för vårdande av kolerasjuka personer, som anlänt med fartygen. Fartygen skulle sättas i karantän vid Känsö. Sundhetsnämnden biträdde förslaget, då den redan vidtagit liknande åtgärder.
Under debatt i stadsfullmäktige mötte Dicksons förslag motstånd, bland annat med hänvisning till att alltför omfattande åtgärder skulle inverka menligt, då erfarenheten visat att sjukdomen spridit sig mest på de orter där man gjort mest för att stänga ute den. Det ansågs att vid tidigare koleraepidemier i Göteborg hade koleran uppträtt ganska milt. Dessutom var de föreslagna åtgärderna kanske inte lagenliga och dessutom var de svåra att genomföra, bland annat till följd av att många fartyg inte använde sig av lots, som kunde informera om skyldigheten att angöra Känsö, samt att det i vissa fall inte var möjligt att anlöpa karantänstationen. Stadsfullmäktige beslöt att ge Sundhetsnämnden i uppdrag att vidtaga författningsenliga åtgärder för att trygga staden mot kolerasmittan, samt att den uttryckte tillfredsställelse med de sanitetsåtgärder som Sundhetsnämnden redan vidtagit. Frågan om hantering av fartygen remitterades till en beredning.

## Epidemins utbrott och utbredning
Den 26 juni inträffade det första sjukdomsfallet och till den 25 juli hade 25–30 personer insjuknat, varav 15 avlidit. Sjukdomen bröt först ut på Hisingen vid den så kallade "Leran" där åtta fall hade inträffat, liksom åtta fall i Albostaden, där samtliga fall inträffat i samma hus. I Härlandatrakten hade två fall inträffat och de övriga i staden. På kolerasjukhuset hade fram till den 24 juli vårdats 18 personer, varav åtta avlidit, två tillfrisknat och åtta låg kvar. Sjukdomen bedömdes då inte vara epidemisk och det ansågs inte vara någon anledning för invånarna att känna sig oroliga, men de uppmanades att iakttaga renlighet.
På kolerasjukhuset i Möllerska plantaget togs det under tiden 7 juli – 31 augusti in 139 kolerapatienter, varav 71 dog, 45 tillfrisknade och 23 låg kvar på sjukhuset. I Karl Johans församling insjuknade under tiden 30 juli – 27 augusti 89 personer, varv 38 dog, 29 tillfrisknade och 22 låg kvar på sjukhus. Sundhetsnämnden beordrade två läkare till Karl Johans församling, varav en började sin verksamhet den 31 augusti. Stadens läkaresällskap var inte enigt i synen på om det var lämpligt att publicera uppgifter om kolerasjukdomen, då de ansåg att "en onödig ängslan är ägnad att öka det onda" och att "ju mindre man talar derom, desto bättre, under förutsättning likväl att inga nödiga försiktighetsmått åsidosättas".
Den 8–14 oktober insjuknade 36 personer (av vilka tio vårdades i hemmen och 26 på sjukhus), 13 avled (fem i hemmen och åtta på sjukhus, samt 37 tillfrisknade (tio i hemmen och 27 på sjukhus). Från utbrottets början hade inom staden 901 insjuknat (361 i hemmen, 540 på sjukhus), avlidit 455 (193 i hemmen, 262 på sjukhus) och tillfrisknat 341 (139 i hemmen, 202 på sjukhus) och 105 personer låg kvar på sjukhus.
Under perioden 15–21 oktober insjuknade elva personer (varav inga under de sista fyra dygnen), 25 tillfrisknade och 13 avled. Inom Karl Johans församling insjuknade under perioden 15–22 oktober sju personer, 14 tillfrisknade, ingen avled och fyra låg kvar på sjukhus.
Den 29 oktober rapporterades det att det under de senaste åtta dagarna inte inträffat något sjukdomsfall i staden, men den 25, 26 och 27 oktober inträffade ett fall om dagen i Redbergslid, varav en avlidit. Inom Karl Johans församling insjuknade den 22–28 oktober 26 personer och 5 avled. Från det att sjukdomen bröt ut hade 880 insjuknat och 293 avlidit. Sjukhuset, som inte haft någon patient inlagd de senaste tio dagarna, stängde och de anställda extraläkarna slutade sina tjänstgöringar.
På Brännö härjade koleran svårt och under perioden 7–25 augusti avled 25 personer och i några hus var det flera avlidna. Det fanns en oro för att spridning skulle ske till de omkringliggande öarna. Kyrkoherden på Brännö begärde av landshövdingen att läkare och sjuksköterskor skulle sändas till ön, men resultatet blev att en provinsialläkare skickades ut en gång i veckan och en sköterska stannade kvar. Mellan den 2 och 8 september hade inga nya insjuknat och den 8 september fanns inga inneliggande fall. Det rapporterades att de tidigare insjuknade kort före insjuknandet hade besökt Göteborg.
I Örgryte socken inträffade sjukdoms- och dödsfall bland den fattigare arbetarklassen och de som hade det sämst, medan arbetarbostäderna tillhörande Almedahls fabriker klarade sig från sjukdomsfall. Det tillskrevs större renlighet och bättre bostäder, samt att bolaget övervakade personalens hälsotillstånd. Inom församlingen insjuknade 80 personer varav 44 avled och 31 tillfrisknade enligt sammanställning den 13 september. Församlingen anställde fler sköterskor och anskaffade ett större sjukhus, för att därigenom få bukt med sjukdomen.
Den 14 november meddelades att förste stadsläkaren rapporterat till landshövdingen att koleran hade upphört i staden, då inga fler insjuknat, och begärde att staden omedelbart skulle förklaras fri från smitta.
Totalt insjuknade 1 273 personer i staden, varav 435 dog, samt 283 dödsfall i Majorna, som då ännu inte införlivats med Göteborg.

## Begravningsplatser

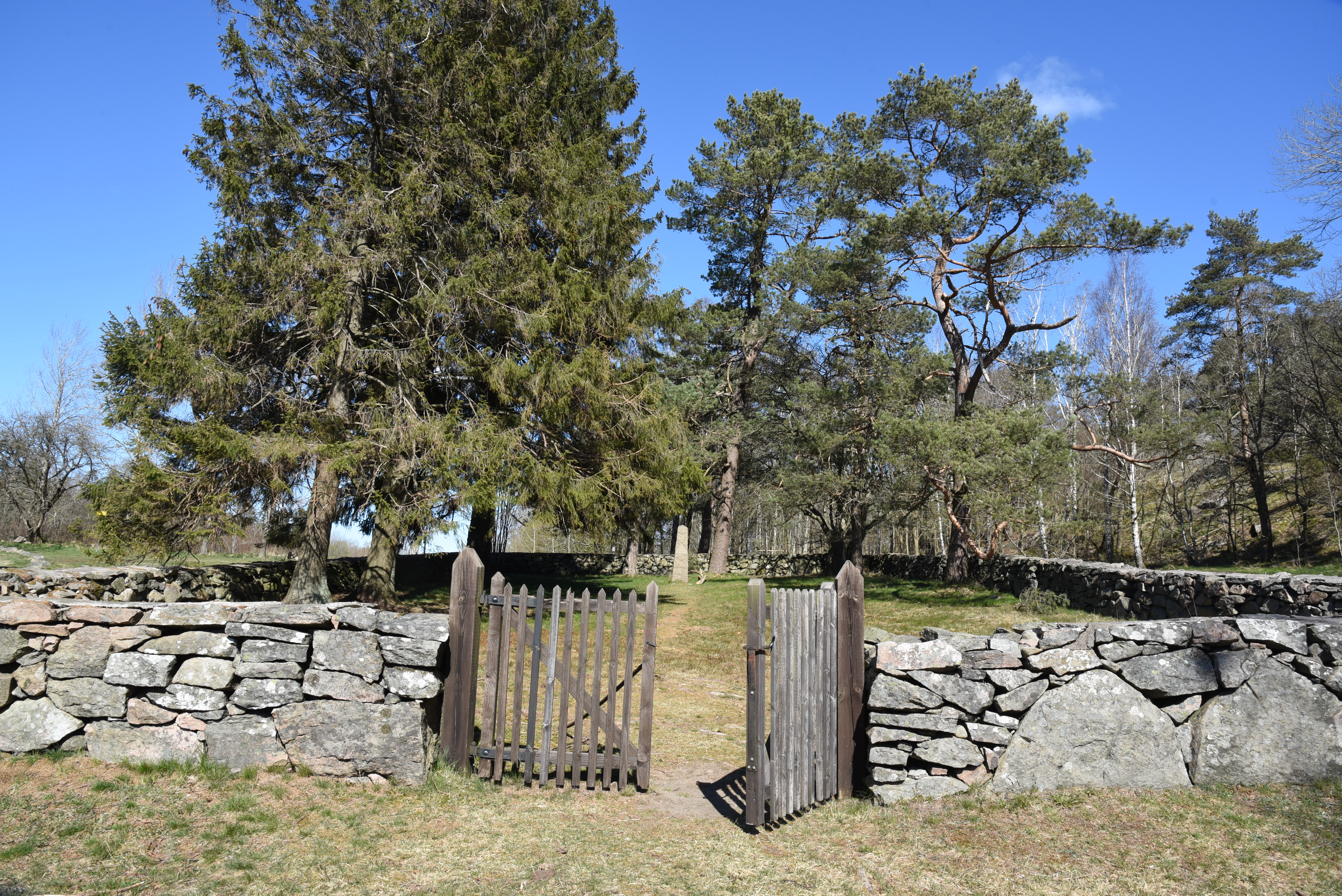
Kolerakyrkogården i Kallebäck.

Sedan koleraepidemin 1834 fanns en kolerakyrkogård vid nuvarande Övre Husargatan. I september 1866 anmälde Sundhetsnämnden att inga fler lik kunde begravas där, varför det behövdes en ny kolerakyrkogård, eller att den befintliga utvidgades. Stadsfullmäktige beslutade att hos landshövdingen fråga om man liksom år 1834 kunde få begrava koleralik på de så kallade "Sandarne". Vid 1866 års epidemi anlades kolerakyrkogården i Kallebäck i Örgryte socken.

## Behandling
Läkaresällskapet gav ut underrättelser för allmänheten om kolerasjukdomens kännetecken, om skyddsmedel mot den, samt om läkemedel som borde användas av sjuka till dess att läkare hunnit anlända. Tecken på kolera var allmänt illamående, sömnlöshet, tyngd i huvudet, svindel, matthet, kramp i vaderna, minskad matlust, oro, tryck i maggropen, spänningar i buken, kräkning och ibland med diarré. Koleradiarré ansågs kunna hejdas med enkla medel, men om inga åtgärder vidtogs övergick den hastigt till utbildad kolera med ymniga kräkningar och avföringar. För att skydda sig uppmanades personer att så lite som möjligt avvika från sitt vanliga levnadssätt, men man skulle avhålla sig från överdrivna ansträngningar, iakttaga måttlighet i mat och dryck och iakttaga renlighet, såväl kroppsligt som i bostäder och omgivning.
Tidiga insatser vid tecken på sjukdom var viktigt och befolkningen uppmanades att inte dölja tecken på diarré eller illamående. När någon drabbats av kolera, skulle man tillkalla läkare, när så kunde ske och helst utan dröjsmål tas in på sjukhus. Renlighet var viktigt och där dödsfall inträffat skulle rökning med tjära göras. För de olika sjukdomsfaserna föreskrevs olika behandlingar, men sängliggande i varm säng föreskrevs genomgående.